# Pfefferminz-Eukalyptus
Der Pfefferminz-Eukalyptus (Eucalyptus radiata) ist eine Pflanzenart innerhalb der Familie der Myrtengewächse (Myrtaceae). Sie kommt an der Ostküste von New South Wales und Victoria und in Queensland vor und wird dort „Narrow-leaved Peppermint“, „Forth River Peppermint“ oder „River White Gum“ genannt.

## Beschreibung

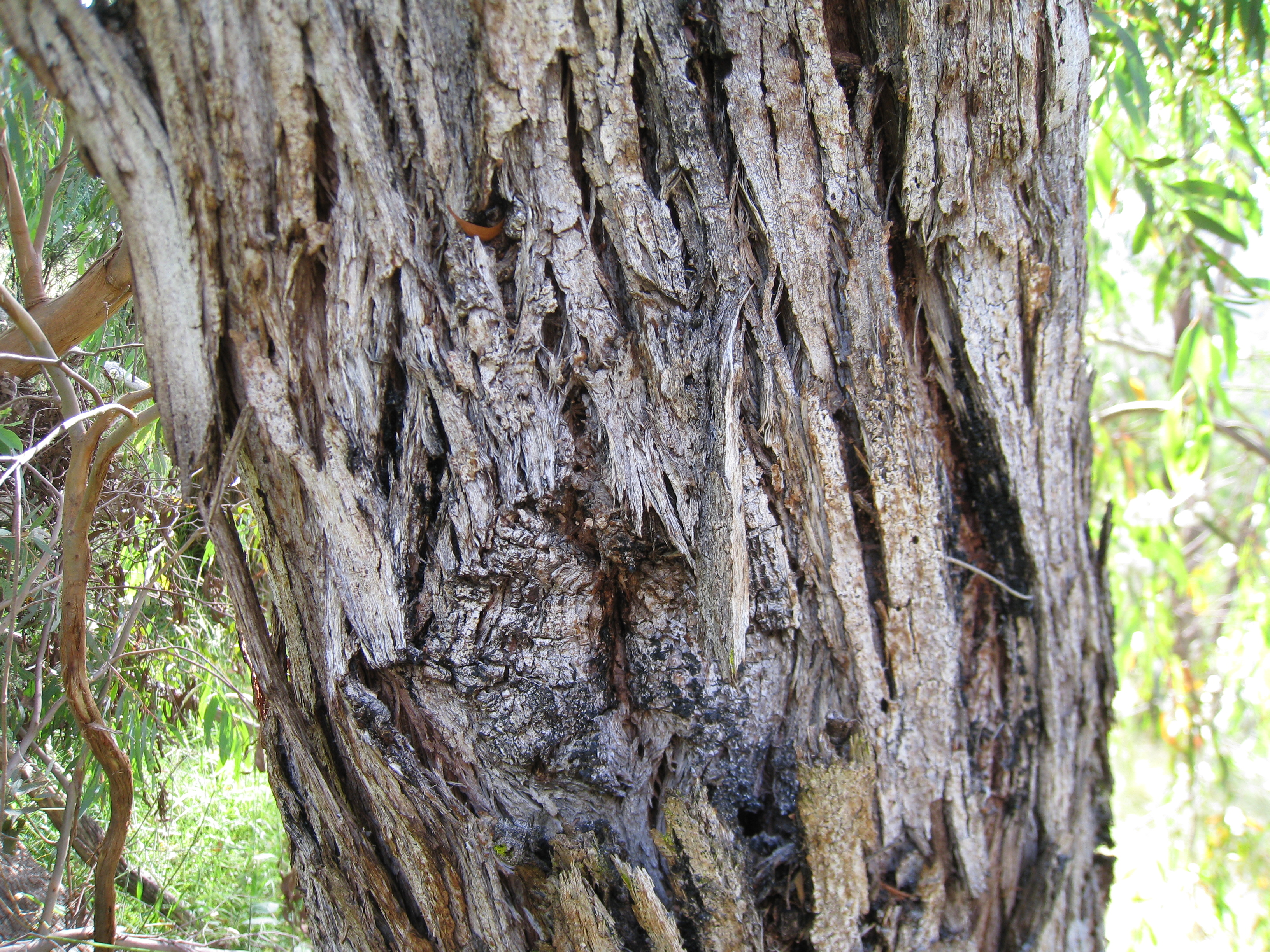
Borke

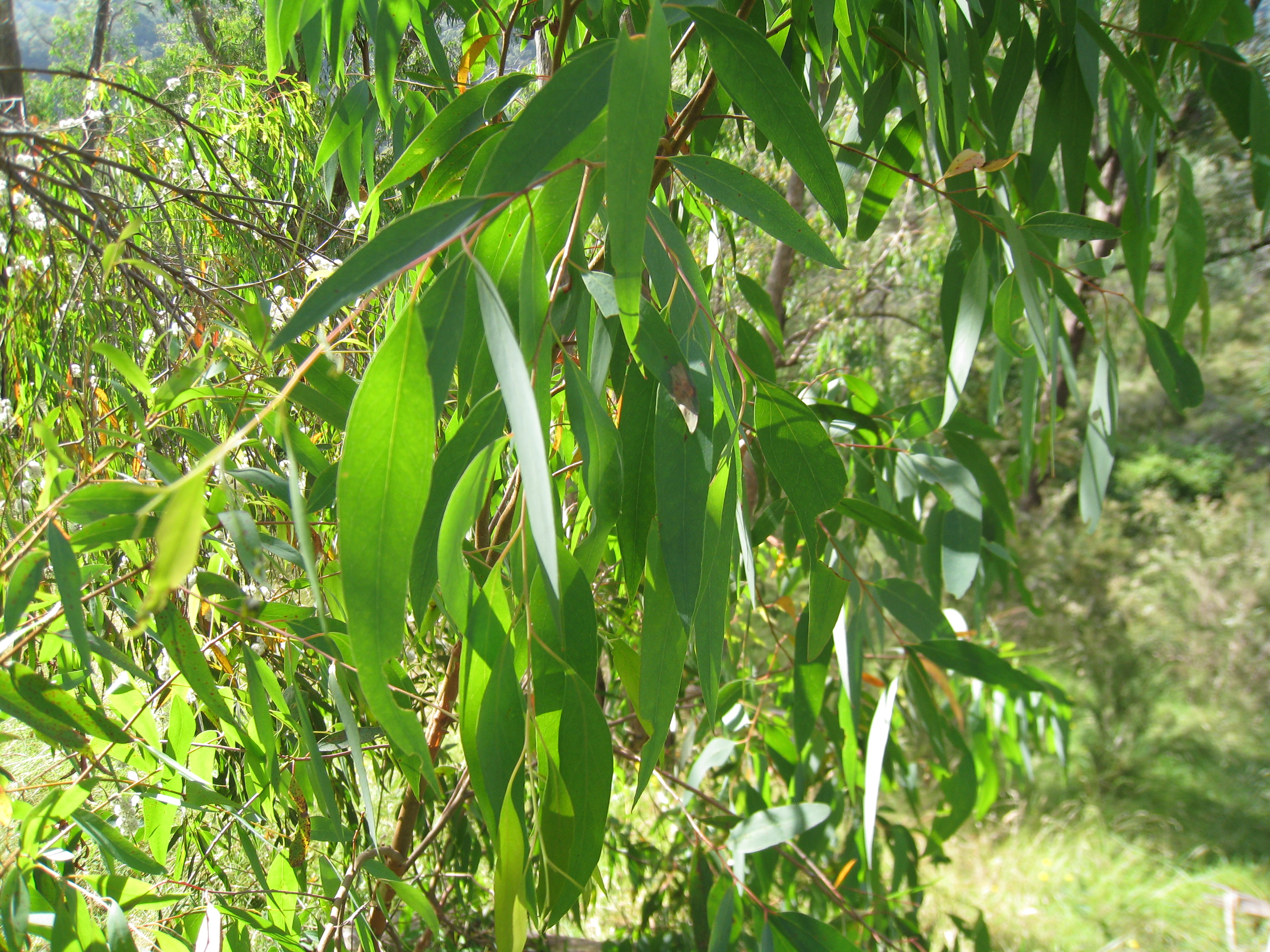
Laubblätter

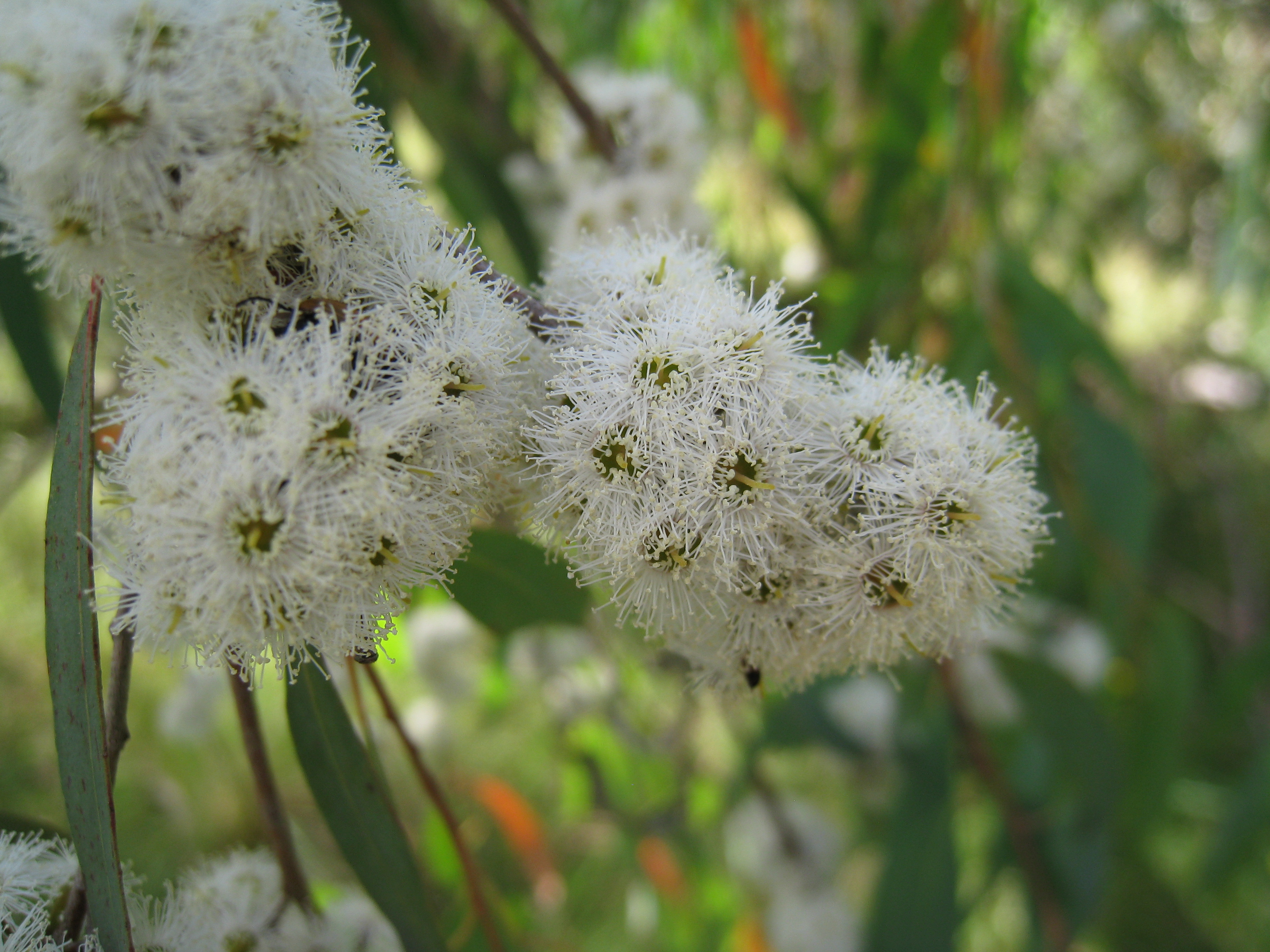
Blütenstände

### Erscheinungsbild und Blatt
Eucalyptus radiata wächst als Baum, der Wuchshöhen von 30 Meter, selten bis zu 50 Meter, erreicht. Die Borke verbleibt am Stamm und den größeren Ästen oder auch am gesamten Baum, ist grau bis grau-braun und kurzfasrig. Weiter oben am Baum ist sie glatt und grau und schält sich in langen Bändern. Der Stammdurchmesser erreicht etwa 1 Meter.
Bei Eucalyptus radiata liegt Heterophyllie vor. Die gegenständig angeordneten Laubblätter an jungen Exemplaren sind schmal-lanzettlich bis breit-lanzettlich und matt grün. Die einfarbig grünen, mehr oder weniger glänzenden Laubblätter an älteren Exemplaren sind bei einer Länge von 7 bis 15 cm und einer Breite von 0,7 bis 1,5 cm schmal-lanzettlich oder lanzettlich.

### Blütenstand und Blüte
An im Querschnitt stielrunden, 2 bis 8 mm langen Blütenstandsschäften stehen in Gesamtblütenständen mehr als elfblütige Teilblütenstände. Die stielrunden Blütenstiele sind 1 bis 5 mm lang. Die Blütenknospen sind bei einem Durchmesser von 2 bis 4 mm und einer Länge 3 bis 6 mm keulenförmig. Die Kelchblätter bilden eine Calyptra. Die Calyptra ist konisch oder halbkugelförmig und kürzer und schmäler als der Blütenbecher (Hypanthium). Die Blüten sind cremeweiß.

### Frucht
Die Frucht ist bei einer Länge und einem Durchmesser von jeweils 4 bis 6 mm kugelig, halbkugelig oder birnenförmig. Der Diskus ist flach. Die Fruchtfächer sind eingeschlossen oder auf der Höhe des Randes.

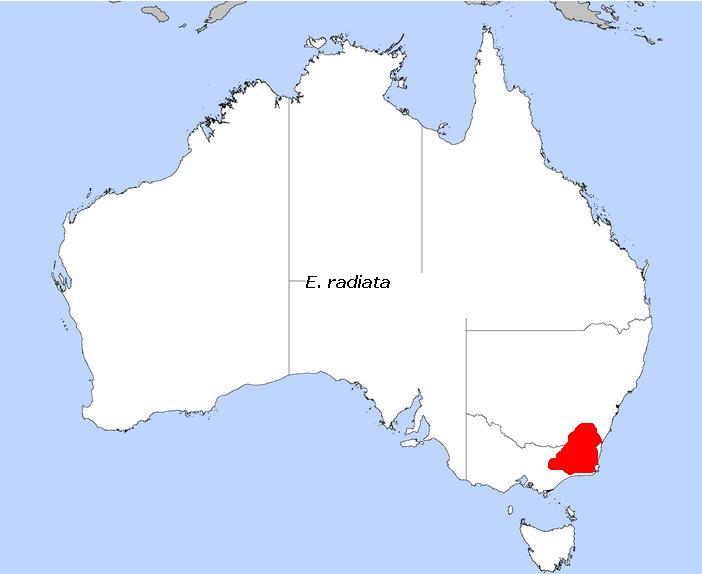
Hauptverbreitungsgebiet

## Vorkommen
Das Verbreitungsgebiet des Pfefferminz-Eukalyptus reicht von der Great Dividing Range an der Grenze zwischen Queensland und New South Wales bis hinunter in den Osten von Victoria.
Der Pfefferminz-Eukalyptus wächst auf einer Reihe von Böden in Wäldern und lichten Wäldern. Er gedeiht am besten in kühlerem, feuchterem Klima. Auch im Nordwesten von Tasmanien kann man Pfefferminz-Eukalyptus antreffen.

## Systematik
Die Erstbeschreibung von Eucalyptus radiata erfolgte 1828 durch den Schweizer Botaniker Augustin-Pyrame de Candolle in Prodromus Systematis Naturalis Regni Vegetabilis, Volume 3, S. 218. Das Typusmaterial weist die Beschriftung „Sieber, pl. exs. nov.-holl. n. 25“ auf.
Von Eucalyptus radiata gibt zwei Unterarten:
- Eucalyptus radiata Sieber ex DC. subsp. radiata (Syn.: Eucalyptus amygdalina var. radiata (DC.) Benth., Eucalyptus radiata var. subexserta Blakely, Eucalyptus radiata var. australiana (R.T.Baker & H.G.Sm.) Blakely, Eucalyptus phellandra R.T.Baker & H.G.Sm., Eucalyptus amygdalina var. numerosa Maiden nom. illeg., Eucalyptus australiana R.T.Baker & H.G.Sm.):[3] Sie kommt in Victoria und New South Wales vor. Die Laubblätter an jungen Exemplaren sind linealisch bis lanzettlich.[2]
- Eucalyptus radiata subsp. sejuncta L.A.S.Johnson & K.D.Hill (Syn.: Eucalyptus radiata var. subplatyphylla Blakely & McKie):[3] Sie kommt in Queensland und New South Wales vor. Die Laubblätter an jungen Exemplaren sind breit-lanzettlich.[2]

## Nutzung
Der Pfefferminz-Eukalyptus besitzt sechs Chemotypen von ätherischen Ölen. Aus den Laubblättern wird Eukalyptusöl auf Basis von Cineol und Phellandren destilliert. Diese Eukalyptusart war die erste, die Apotheker Joseph Bosisto (1827–1898) aus Melbourne 1854 kommerziell verwertete, und zwar unter dem Namen Eucalyptus amygdalina.